# Wolfgang Walter
Wolfgang Walter (* 19. November 1919 in Hamburg; † 29. März 2005 ebenda) war ein deutscher Chemiker und ordentlicher Professor für Theoretisch-organische Chemie in Hamburg.

## Leben und Wirken
Wolfgang Walter wurde als Sohn des promovierten Chemikers Friedrich Walter und dessen Ehefrau Lizzie Walter, geborene Thiele, in Hamburg geboren. 1938 erhielt er das Abitur am Kirchenpauer-Realgymnasium in Hamburg-Hamm. Während des Zweiten Weltkriegs war er zuerst in Norwegen, wurde dann aber 1944 an die Ostfront strafversetzt und sollte als Oberleutnant mit einer Kompanie Hitlerjungen den Vormarsch der Roten Armee mit aufhalten. Statt dieses Himmelfahrtskommando durchzuführen, gelang es ihm, seine Einheit unversehrt in britische Kriegsgefangenschaft zu führen.
Von 1945 bis 1950 studierte Walter Chemie an der Universität Hamburg. Sein Chemiestudium schloss er als Diplom-Chemiker ab und wurde 1951 Assistent. 1953 wurde er bei Kurt Heyns mit der Arbeit Untersuchungen über die Monoaminomonokarbonsäuren als Bausteine von Proteinen zum Dr. rer. nat. promoviert. 
1959 habilitierte er sich in enger Zusammenarbeit und Unterstützung mit Fritz Arndt mit der Schrift Über die Thioncarbonamid-S-oxyde. Oxydationsreaktionen an der Thionamidgruppe in Organischer Chemie, wurde im selben Jahr Privatdozent, 1964 außerordentlicher und 1966 ordentlicher Professor sowie Direktor der Abteilung für Theoretisch-organische Chemie in Hamburg. Als langjähriger Fachbereichsprecher der Chemie und Präsident der Jungius-Gesellschaft zeigte er neben seiner Forschungstätigkeit auch großen Einsatz im administrativen Bereich, wofür er 1993 die Jungius-Medaille verliehen bekam.
Bekannt geworden ist Walter vor allem für sein 1971 von Hans Beyer übernommenes, unter Chemikern sehr bekanntes, inzwischen in der 25. Auflage erschienenes Lehrbuch der Organischen Chemie.
Fast bis zum Schluss noch mit vielen ehrenamtlichen Aufgaben betraut, starb Walter im 86. Lebensjahr. Wolfgang Walter war ab 1951 verheiratet mit Ingeborg Walter, geborene Scheidt, und hatte drei Kinder (Renata, Felix und Ulrich).

## Ehrung
Am 13. Juli 2007 wurde im Institut für Chemie der Universität Hamburg im Nordflügel der Gebäude am Martin-Luther-King Platz 6 ein Wolf-Walter-Lesesaal eröffnet.